# Addictio
L'addictio è nell'antica Roma la consegna del debitore al suo creditore da parte del magistrato. Chi la subisce viene definito addictus e l'essere tale costituisce una condizione personale limitativa della libertà (status libertatis). Questi, infatti, si trovava nei confronti del suo creditore in una situazione di soggezione personale: con l'addictio veniva permessa l'esecuzione personale del debitore inadempiente.

## Il processo per legis actiones
Il creditore poteva ottenere l'addictio dal magistrato con giurisdizione attraverso l'esperimento di un'azione (actio legis per manus inectionem), motivato dal mancato adeguamento del debitore alla sentenza di condanna pregressa (iudicatum). Il creditore, in forza del provvedimento magistratuale, poteva tenerlo in catene, dedurlo nella prigione privata, utilizzarlo nei lavori forzati. L'addictio poteva essere sospesa nel caso taluno, detto vindex, avesse dichiarato l'infondatezza delle richieste del creditore chiamandolo in giudizio. Il creditore doveva però collaborare affinché l'addictus avesse la possibilità materiale di essere riscattato: per tale motivo veniva condotto nel foro. Decorsi 60 giorni, l'addictus poteva essere venduto come schiavo agli stranieri (trans Tiberim) o poteva anche essere ucciso impunemente. Prevista dalle XII tavole, tale condizione scompare con la lex Paetelia Papiria (326 a.C.) che, tra l'altro, abolisce il nexum e vieta l'esecuzioni personale del debitore in caso di inadempimento: sarà possibile, infatti, aggredire il di lui patrimonio.

## Il processo per formulas
La disciplina subisce un'evoluzione con l'avvento del processo formulare (l'agere per formulas): dovrà essere esperita un'actio iudicati, contrastabile solo con l'ottemperanza del iudicatum - sentenza - pregresso da parte del debitore: con provvedimento del magistrato, il creditore avrebbe condotto il debitore presso di sé (ductio) e sarebbe stato immesso nel possesso dei beni dell'inadempiente (missio in possessionem), a cui sarebbe seguita la vendita degli stessi (bonorum venditio). Dal ricavato della bonorum venditio si sarebbero soddisfatti i creditori.